# البان، تارن
البان، تارن (به فرانسوی: Alban, Tarn) یک کامین در فرانسه است که در Canton of Alban واقع شده‌است.

## خصوصیات
البان ۹٫۸۲ کیلومترمربع مساحت و ۹۹۷ نفر جمعیت دارد و ۶۱۵ متر بالاتر از سطح دریا واقع شده‌است.